# ريغي وليامز (لاعب كرة قاعدة أمريكي)
ريغي وليامز (بالإنجليزية: Reggie Williams)‏ هو لاعب كرة قاعدة أمريكي، ولد في 5 مايو 1966 في لورنس في الولايات المتحدة.

## وصلات خارجية
- ريغي وليامز على موقعبيزبول رفرنس.كوم (الدوري الرئيسي) (الإنجليزية)
- ريغي وليامز على موقعبيزبول رفرنس.كوم (الدوري الثانوي) (الإنجليزية)
- ريغي وليامز على موقع مشجعي الرسوم البيانية (الإنجليزية)